# Gediminas Kirkilas

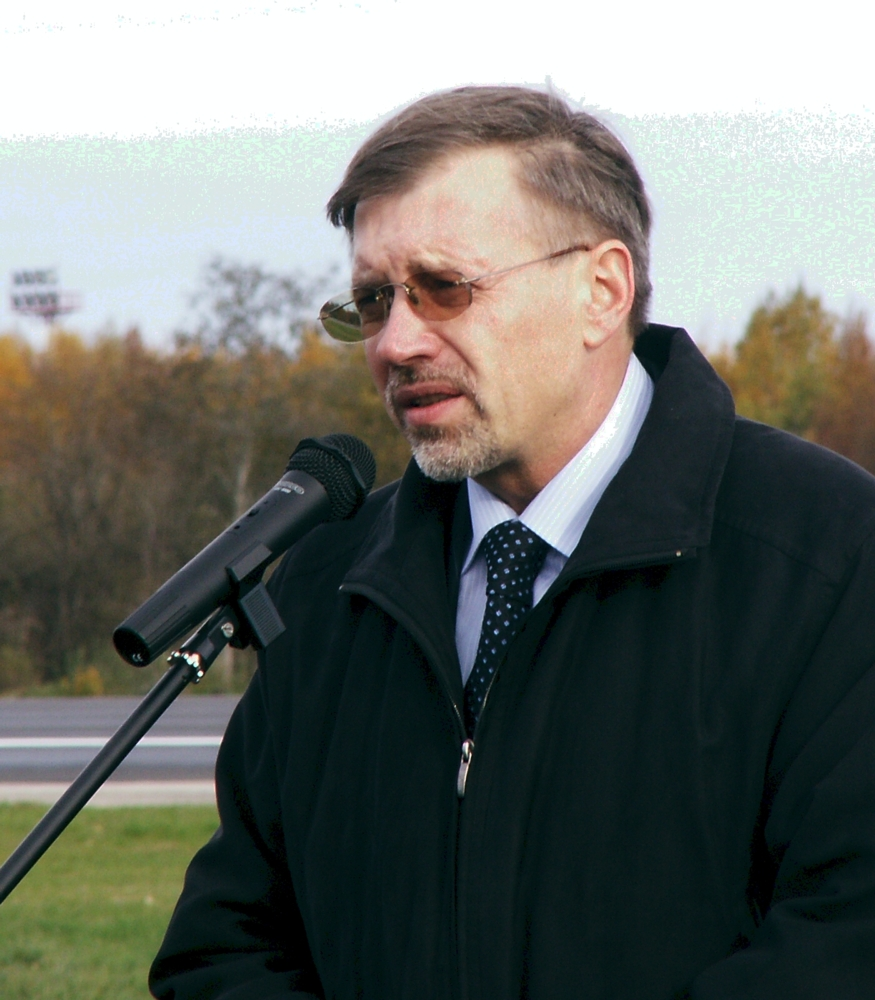
Gediminas Kirkilas

Gediminas Kirkilas (Vilnius, 30 augustus 1951 – aldaar, 20 april 2024) was de minister-president van Litouwen van 1 juni 2006 tot 28 november 2008.
Hij was lid van de Sociaaldemocratische Partij van Litouwen. Hij was van 2001 tot 2006 minister van defensie in het kabinet van Algirdas Brazauskas, die hij opvolgde als premier na een zeer kort interim-premierschap van Zigmantas Balčytis. 
Kirkilas overleed op 20 april 2024 op 72-jarige leeftijd.
- Gemeinsame Normdatei: 1326963538
- Library of Congress Control Number: no2011001772
- Nationale Bibliotheek van Letland: 000205842
- Virtual International Authority File: 311580641